# برايان هيريرو
برايان أوليفان هيريرو (بالإسبانية: Brian Oliván Herrero)‏ هو لاعب كرة قدم إسباني، ولد في 1 أبريل 1994.

## المسيرة
ولد أوليفان في برشلونة، وتخرج مع صفوف الشباب في نادي برشلونة. انتقل إلى الخارج في أغسطس 2013 حتى قبل الظهور في صفوف الكبار، ووقع عقدًا لمدة ثلاث سنوات مع نادي سبورتينغ براغا البرتغالي وتم تعيينه في الفريق الثاني في الدرجة الثانية.
لعب أوليفان أول مباراة له كمحترف في 14 سبتمبر 2013، حيث دخل كبديل في الشوط الثاني في هزيمة 0-1 ضد سي دي. فيرينسي.  ألغى ارتباطه بالنادي في يناير من العام التالي،  وانضم لاحقًا إلى سسكا صوفيا في الشهر التالي. 
لم ينجح أوليفان بالوصول إلى الفريق الأول، وانضم في 21 يوليو 2014 إلى فريق احتياطي آخر، هو ريال بلد الوليد ب في الدوري الإسباني الدرجة الثانية بي. في 18 ديسمبر ظهر لأول مرة مع الفريق الرئيسي، حيث بدأ بخسارة 0-1 في كأس ملك إسبانيا خارج أرضه ضد إلتشي. 
في 2 يوليو 2015 وقع أوليفان صفقة لمدة ثلاث سنوات مع نادي غرناطة، تم تعيينه للفريق ب أيضًا في الدرجة الثالثة.  تمت إعارته في 23 أغسطس من العام التالي إلى نادي قادش في الدرجة الثانية لمدة عام واحد.
أصبح أوليفان من اللاعبين الأساسيين، وتم شراؤه مباشرة في 19 يونيو 2017، ووقع عقدًا حتى عام 2021.  في 2 سبتمبر 2019، تمت إعارته إلى نادي جيرونا من الدرجة الثانية لهذا الموسم. 